# Ondé

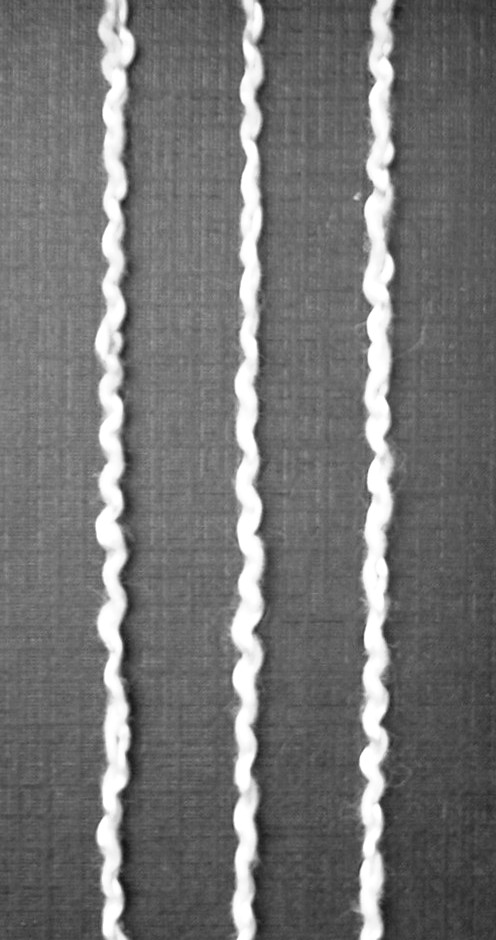
”Vývrtková” čtyřmo skaná příze 435 tex ze směsi CV / CO / PA

Ondé (franz.: zvlněný) je efektní skaná příze se spirálovitým povrchem. Příze sestává ze dvou komponent, jedna je obvykle měkká a tlustá (často skaná) nit, zatímco druhá je jemnější a tvrdší.

## Druhy ondé příze
V anglosaské odborné literatuře se výraz ondé nevyskytuje, tento druh příze se zde dělí na dvě skupiny:
- Spirálová příze (spiral yarn) s rozdílným směrem zákrutu u obou komponent, tlustší nit se ovinuje kolem jemnější.
- Vývrtková příze (corkscrew yarn) obsahuje niti se stejným směrem zákrutu. Skací zákrut probíhá pak v opačném směru a je nižší než u spirálové příze. Tenčí nit se ovinuje kolem tlustší, výsledná příze je poměrně měkká.[2]

Podle některých odborníků má ondé obsahovat jednu nit z gréžového hedvábí. Jak dokládá vedlejší snímek „vývrtkové“ příze na ruční pletení, mohou být obě komponenty i z jiných materiálů.
Frizé je ondé obeskané kovovým filamentem
Gimp je příze velmi podobná ondé. Rozdíl je v tom, že se gimp ská se třetí komponentou – vaznou nití, kterou se obtáčí ondé příze v opačném směru k jejímu skacímu zákrutu.
Ratiné se vyrábí stejným způsobem jako gimp, na tyto příze se však obvykle používá tlustší efektní nit, proto jsou objemnější.
Skaní všech druhů ondé je poměrně jednoduché, příze se dá zhotovit i na univerzálních skacích strojích (např. dvouzákrutových).

## Použití
Nejznámější jsou příze na ruční pletení, ve tkaninách se ondé používá výlučně jako útková nit, např. u rypsu se stejným názvem, což je tkanina s plastickým žebrováním a vzhledem často podobným krepu. Používá se na šatovky a pláště.